# Calder Cup
Calder Cup är det pris som tilldelas slutspelets slutsegrare i den professionella ishockeyligan American Hockey League. Turneringen instiftades säsongen 1936/1937.
Priset har fått sitt namn efter Frank Calder som var den förste ordföranden för NHL. En av spelarna utses till mest värdefulle spelare och tilldelas då priset Jack A. Butterfield Trophy.

## Lista över vinnare
Läs
- (#)–Slutseger i ordningen

Notera: Alla vinnare av Jack A. Butterfield Trophy spelade för det slutsegrande laget, om ej annat anges.
| 1936–37   | Syracuse Stars (1)                       | 3-1                                      | Philadelphia Ramblers                    | Ej utdelad                               |                                          |                                          |
| 1937–38   | Providence Reds (1)                      | 3-1                                      | Syracuse Stars                           | Ej utdelad                               |                                          |                                          |
| 1938–39   | Cleveland Barons (1)                     | 3-1                                      | Philadelphia Ramblers                    | Ej utdelad                               |                                          |                                          |
| 1939–40   | Providence Reds (2)                      | 3-0                                      | Pittsburgh Hornets                       | Ej utdelad                               |                                          |                                          |
| 1940–41   | Cleveland Barons (2)                     | 3-2                                      | Hershey Bears                            | Ej utdelad                               |                                          |                                          |
| 1941–42   | Indianapolis Capitals (1)                | 3-2                                      | Hershey Bears                            | Ej utdelad                               |                                          |                                          |
| 1942–43   | Buffalo Bisons (1)                       | 3-0                                      | Indianapolis Capitals                    | Ej utdelad                               |                                          |                                          |
| 1943–44   | Buffalo Bisons (2)                       | 4-0                                      | Cleveland Barons                         | Ej utdelad                               |                                          |                                          |
| 1944–45   | Cleveland Barons (3)                     | 4-2                                      | Hershey Bears                            | Ej utdelad                               |                                          |                                          |
| 1945–46   | Buffalo Bisons (3)                       | 4-3                                      | Cleveland Barons                         | Ej utdelad                               |                                          |                                          |
| 1946–47   | Hershey Bears (1)                        | 4-3                                      | Pittsburgh Hornets                       | Ej utdelad                               |                                          |                                          |
| 1947–48   | Cleveland Barons (4)                     | 4-0                                      | Buffalo Bisons                           | Ej utdelad                               |                                          |                                          |
| 1948–49   | Providence Reds (3)                      | 4-3                                      | Hershey Bears                            | Ej utdelad                               |                                          |                                          |
| 1949–50   | Indianapolis Capitals (2)                | 4-0                                      | Cleveland Barons                         | Ej utdelad                               |                                          |                                          |
| 1950–51   | Cleveland Barons (5)                     | 4-3                                      | Buffalo Bisons                           | Ej utdelad                               |                                          |                                          |
| 1951–52   | Pittsburgh Hornets (1)                   | 4-2                                      | Providence Reds                          | Ej utdelad                               |                                          |                                          |
| 1952–53   | Cleveland Barons (6)                     | 4-3                                      | Pittsburgh Hornets                       | Ej utdelad                               |                                          |                                          |
| 1953–54   | Cleveland Barons (7)                     | 4-2                                      | Hershey Bears                            | Ej utdelad                               |                                          |                                          |
| 1954–55   | Pittsburgh Hornets (2)                   | 4-2                                      | Buffalo Bisons                           | Ej utdelad                               |                                          |                                          |
| 1955–56   | Providence Reds (4)                      | 4-0                                      | Cleveland Barons                         | Ej utdelad                               |                                          |                                          |
| 1956–57   | Cleveland Barons (8)                     | 4-1                                      | Rochester Americans                      | Ej utdelad                               |                                          |                                          |
| 1957–58   | Hershey Bears (2)                        | 4-2                                      | Springfield Indians                      | Ej utdelad                               |                                          |                                          |
| 1958–59   | Hershey Bears (3)                        | 4-2                                      | Buffalo Bisons                           | Ej utdelad                               |                                          |                                          |
| 1959–60   | Springfield Indians (1)                  | 4-1                                      | Rochester Americans                      | Ej utdelad                               |                                          |                                          |
| 1960–61   | Springfield Indians (2)                  | 4-0                                      | Hershey Bears                            | Ej utdelad                               |                                          |                                          |
| 1961–62   | Springfield Indians (3)                  | 4-1                                      | Buffalo Bisons                           | Ej utdelad                               |                                          |                                          |
| 1962–63   | Buffalo Bisons (4)                       | 4-3                                      | Hershey Bears                            | Ej utdelad                               |                                          |                                          |
| 1963–64   | Cleveland Barons (9)                     | 4-0                                      | Quebec Aces                              | Ej utdelad                               |                                          |                                          |
| 1964–65   | Rochester Americans (1)                  | 4-1                                      | Hershey Bears                            | Ej utdelad                               |                                          |                                          |
| 1965–66   | Rochester Americans (2)                  | 4-2                                      | Cleveland Barons                         | Ej utdelad                               |                                          |                                          |
| 1966–67   | Pittsburgh Hornets (1)[A]                | 4-0                                      | Rochester Americans                      | Ej utdelad                               |                                          |                                          |
| 1967–68   | Rochester Americans (3)                  | 4-2                                      | Quebec Aces                              | Ej utdelad                               |                                          |                                          |
| 1968–69   | Hershey Bears (4)                        | 4-1                                      | Quebec Aces                              | Ej utdelad                               |                                          |                                          |
| 1969–70   | Buffalo Bisons (5)                       | 4-0                                      | Springfield Kings                        | Ej utdelad                               |                                          |                                          |
| 1970–71   | Springfield Kings (1)                    | 4-0                                      | Providence Reds                          | Ej utdelad                               |                                          |                                          |
| 1971–72   | Nova Scotia Voyageurs (1)                | 4-2                                      | Baltimore Clippers                       | Ej utdelad                               |                                          |                                          |
| 1972–73   | Cincinnati Swords (1)                    | 4-1                                      | Nova Scotia Voyageurs                    | Ej utdelad                               |                                          |                                          |
| 1973–74   | Hershey Bears (5)                        | 4-1                                      | Providence Reds                          | Ej utdelad                               |                                          |                                          |
| 1974–75   | Springfield Indians (4)                  | 4-1                                      | New Haven Nighthawks                     | Ej utdelad                               |                                          |                                          |
| 1975–76   | Nova Scotia Voyageurs (2)                | 4-1                                      | Hershey Bears                            | Ej utdelad                               |                                          |                                          |
| 1976–77   | Nova Scotia Voyageurs (3)                | 4-2                                      | Rochester Americans                      | Ej utdelad                               |                                          |                                          |
| 1977–78   | Maine Mariners (1)                       | 4-1                                      | New Haven Nighthawks                     | Ej utdelad                               |                                          |                                          |
| 1978–79   | Maine Mariners (2)                       | 4-0                                      | New Haven Nighthawks                     | Ej utdelad                               |                                          |                                          |
| 1979–80   | Hershey Bears (6)                        | 4-2                                      | New Brunswick Hawks                      | Ej utdelad                               |                                          |                                          |
| 1980–81   | Adirondack Red Wings (1)                 | 4-2                                      | Maine Mariners                           | Ej utdelad                               |                                          |                                          |
| 1981–82   | New Brunswick Hawks (1)                  | 4-1                                      | Binghamton Whalers                       | Ej utdelad                               |                                          |                                          |
| 1982–83   | Rochester Americans (4)                  | 4-0                                      | Maine Mariners                           | Ej utdelad                               |                                          |                                          |
| 1983–84   | Maine Mariners (3)                       | 4-1                                      | Rochester Americans                      | Bud Stefanski                            |                                          |                                          |
| 1984–85   | Sherbrooke Canadiens (1)                 | 4-2                                      | Baltimore Skipjacks                      | Brian Skrudland                          |                                          |                                          |
| 1985–86   | Adirondack Red Wings (2)                 | 4-2                                      | Hershey Bears                            | Tim Tookey                               |                                          |                                          |
| 1986–87   | Rochester Americans (5)                  | 4-3                                      | Sherbrooke Canadiens                     | David Fenyves                            |                                          |                                          |
| 1987–88   | Hershey Bears (7)                        | 4-0                                      | Fredericton Express                      | Wendell Young                            |                                          |                                          |
| 1988–89   | Adirondack Red Wings (3)                 | 4-1                                      | New Haven Nighthawks                     | Sam St. Laurent                          |                                          |                                          |
| 1989–90   | Springfield Indians (5)                  | 4-2                                      | Rochester Americans                      | Jeff Hackett                             |                                          |                                          |
| 1990–91   | Springfield Indians (6)                  | 4-2                                      | Rochester Americans                      | Kay Whitmore                             |                                          |                                          |
| 1991–92   | Adirondack Red Wings (4)                 | 4-3                                      | St. John's Maple Leafs                   | Allan Bester                             |                                          |                                          |
| 1992–93   | Cape Breton Oilers (1)                   | 4-1                                      | Rochester Americans                      | Bill McDougall                           |                                          |                                          |
| 1993–94   | Portland Pirates (1)                     | 4-2                                      | Moncton Hawks                            | Olaf Kölzig                              |                                          |                                          |
| 1994–95   | Albany River Rats (1)                    | 4-0                                      | Fredericton Canadiens                    | Corey Schwab & Mike Dunham               |                                          |                                          |
| 1995–96   | Rochester Americans (6)                  | 4-3                                      | Portland Pirates                         | Dixon Ward                               |                                          |                                          |
| 1996–97   | Hershey Bears (8)                        | 4-1                                      | Hamilton Bulldogs                        | Mike McHugh                              |                                          |                                          |
| 1997–98   | Philadelphia Phantoms (1)                | 4-2                                      | Saint John Flames                        | Mike Maneluk                             |                                          |                                          |
| 1998–99   | Providence Bruins (1)                    | 4-1                                      | Rochester Americans                      | Peter Ferraro                            |                                          |                                          |
| 1999–00   | Hartford Wolf Pack (1)                   | 4-2                                      | Rochester Americans                      | Derek Armstrong                          |                                          |                                          |
| 2000–01   | Saint John Flames (1)                    | 4-2                                      | Wilkes-Barre/Scranton Penguins           | Steve Begin                              |                                          |                                          |
| 2001–02   | Chicago Wolves (1)                       | 4-1                                      | Bridgeport Sound Tigers                  | Pasi Nurminen                            |                                          |                                          |
| 2002–03   | Houston Aeros (1)                        | 4-3                                      | Hamilton Bulldogs                        | Johan Holmqvist                          |                                          |                                          |
| 2003–04   | Milwaukee Admirals (1)                   | 4-0                                      | Wilkes-Barre/Scranton Penguins           | Wade Flaherty                            |                                          |                                          |
| 2004–05   | Philadelphia Phantoms (2)                | 4-0                                      | Chicago Wolves                           | Antero Niittymäki                        |                                          |                                          |
| 2005–06   | Hershey Bears (9)                        | 4-2                                      | Milwaukee Admirals                       | Frederic Cassivi                         |                                          |                                          |
| 2006–07   | Hamilton Bulldogs (1)                    | 4-1                                      | Hershey Bears                            | Carey Price                              |                                          |                                          |
| 2007–08   | Chicago Wolves (2)                       | 4-2                                      | Wilkes-Barre/Scranton Penguins           | Jason Krog                               |                                          |                                          |
| 2008–09   | Hershey Bears (10)                       | 4-2                                      | Manitoba Moose                           | Michal Neuvirth                          |                                          |                                          |
| 2009–10   | Hershey Bears (10)                       | 4-2                                      | Manitoba Moose                           | Chris Bourque                            |                                          |                                          |
| 2010–11   | Binghamton Senators (1) (1)              | 4-3                                      | Houston Aeros                            | Robin Lehner                             |                                          |                                          |
| 2011–12   | Norfolk Admirals (1)                     | 4-0                                      | Toronto Marlies                          | Alexandre Picard                         |                                          |                                          |
| 2012–13   | Grand Rapids Griffins (1)                | 4-2                                      | Syracuse Crunch                          | Tomáš Tatar                              |                                          |                                          |
| 2013/2014 | Texas Stars (1)                          | 4-1                                      | St. John's IceCaps                       | Travis Morin                             |                                          |                                          |
| 2014/2015 | Manchester Monarchs (1)                  | 4-1                                      | Utica Comets                             | Jordan Weal                              |                                          |                                          |
| 2015/2016 | Lake Erie Monsters (1)                   | 4-0                                      | Hershey Bears                            | Oliver Bjorkstrand                       |                                          |                                          |
| 2016/2017 | Grand Rapids Griffins (2)                | 4–2                                      | Syracuse Crunch                          | Tyler Bertuzzi                           |                                          |                                          |
| 2017/2018 | Toronto Marlies (1)                      | 4–3                                      | Texas Stars                              | Andreas Johansson                        |                                          |                                          |
| 2018/2019 | Charlotte Checkers (1)                   | 4–1                                      | Chicago Wolves                           | Andrew Poturalski                        |                                          |                                          |
| 2019/2020 | Inställt på grund av Coronaviruspandemin | Inställt på grund av Coronaviruspandemin | Inställt på grund av Coronaviruspandemin | Inställt på grund av Coronaviruspandemin | Inställt på grund av Coronaviruspandemin | Inställt på grund av Coronaviruspandemin |
| 2020/2021 | Inställt på grund av Coronaviruspandemin | Inställt på grund av Coronaviruspandemin | Inställt på grund av Coronaviruspandemin | Inställt på grund av Coronaviruspandemin | Inställt på grund av Coronaviruspandemin | Inställt på grund av Coronaviruspandemin |
| 2021/2022 | Chicago Wolves (3)                       | 4–1                                      | Springfield Thunderbirds                 | Josh Leivo                               |                                          |                                          |
| 2022/2023 | Hershey Bears (12)                       | 4–3                                      | Coachella Valley Firebirds               | Hunter Shepard                           |                                          |                                          |
| 2023/2024 | Hershey Bears (12)                       | 4–2                                      | Coachella Valley Firebirds               | Coachella Valley Firebirds               |                                          |                                          |
| 2024/2025 | Abbotsford Canucks (1)                   | 4–2                                      | Charlotte Checkers                       | Artūrs Šilovs                            |                                          |                                          |

### Fotnoter
1. ↑  ”The Story of the Calder Cup” (på engelska). American Hockey League. Arkiverad från originalet den 4 september 2016. https://web.archive.org/web/20160904183851/http://theahl.com/story-of-the-calder-cup-s11571. Läst 16 juni 2016.
2. ↑  ”AHL cancels remainder of 2019-20 season” (på engelska). American Hockey League. 11 maj 2020. Arkiverad från originalet den 10 april 2021. https://web.archive.org/web/20210410011743/https://theahl.com/ahl-cancels-remainder-of-season. Läst 18 juni 2023.